# Les Moitiers-en-Bauptois
Les Moitiers-en-Bauptois era una comuna francesa situada en el departamento de Mancha, de la región de Normandía, que el uno de enero de 2017 pasó a ser una comuna delegada de la comuna nueva de Picauville.  al fusionarse con las comunas de Amfreville, Cretteville, Gourbesville, Houtteville, Picauville y Vindefontaine.

## Demografía
| Gráfica de evolución demográfica de Les Moitiers-en-Bauptois entre 1800 y 2014 |
|                                                                                |

Los datos demográficos contemplados en este gráfico de la comuna de Les Moitiers-en-Bauptois se han cogido de 1800 a 1999 de la página francesa EHESS/Cassini, y los demás datos de la página del INSEE.